# William Clothier
William Jackson Clothier (* 27. September 1881 in Sharon Hill, Pennsylvania; † 4. September 1962 in Philadelphia, Pennsylvania) war ein US-amerikanischer Tennisspieler.

## Karriere
Sein größter Erfolg war der Gewinn der amerikanischen Meisterschaften 1906. Außerdem erreichte er 1904 und 1909 das Finale, verlor aber gegen Holcombe Ward beziehungsweise William Larned.
Mit dem amerikanischen Team siegte er 1905 und 1906 im Davis Cup. 1956 erfolgte die Aufnahme in die International Tennis Hall of Fame.